# Rasa (estética)
El término rasa (en sánscrito, रस) significa literalmente «jugo, esencia» y connota un concepto en las artes indias sobre el sabor estético de cualquier obra visual, literaria o musical que evoca una emoción o sentimiento en el usuario pero eso no se puede describir. Se refiere a los sabores / esencia emocional elaborados en el trabajo por el autor y apreciados por un «espectador sensible» o «sahṛdaya», literalmente «alguien que tiene el corazón» y puede conectarse a la obra con el transporte.
Las rasas derivan de las bhavas, es decir, de los estados de ánimo.